# Biscutella maritima
Biscutella maritima är en korsblommig växtart som beskrevs av Michele Tenore. Biscutella maritima ingår i släktet Biscutella och familjen korsblommiga växter. Inga underarter finns listade i Catalogue of Life.